# Anversa degli Abruzzi
Anversa degli Abruzzi es una  localidad italiana de la provincia de L'Aquila, región de Abruzos de 402 habitantes (2007).

## Evolución demográfica
| Gráfica de evolución demográfica de Anversa degli Abruzzi entre 1861 y 2001 |
|                                                                             |
| Fuente ISTAT - elaboración gráfica por Wikipedia                            |